# Hirtodrosophila seminigra
Hirtodrosophila seminigra är en tvåvingeart som först beskrevs av Oswald Duda 1926.  Hirtodrosophila seminigra ingår i släktet Hirtodrosophila och familjen daggflugor. Inga underarter finns listade i Catalogue of Life.